# Медиаисследование
Медиаисследование — исследование средств массовой информации и их аудитории.
Для целей медиапланирования проводятся исследования популярности медиа (рейтинги и иные медиаданные) и исследования рекламы в СМИ.

## Классификация
Исследования медиа являются вариантом маркетинговых социологических исследований. По периодичности они делятся на разовые, волновые (регулярные, периодичность — обычно не чаще раза в квартал) и непрерывные. По способу получения данных медиаисследования бывают опросные и аппаратные. Опросные методы проще и дешевле, однако имеют существенный недостаток — субъективность.

## Параметры исследования
Для проведения исследования аудитории необходимо определить генеральную совокупность — то есть ту группу, населения, предпочтения которой будут исследованы. Это может быть, например, «всё население страны в возрасте от 16 лет и старше». Для изучения генеральной совокупности составляется выборка, репрезентативно представляющая совокупность по заранее заданным социально-демографическим параметрам. Выборка составляется случайным, либо квотным, либо комбинированным методом.
Основные параметры в порядке убывания значимости: пол, возраст, социальное положение, образование, душевой доход. Доход не менее важен, чем остальные параметры, однако данные по доходам не всегда корректны, поскольку респонденты не склонны их раскрывать. Остальные параметры важны потому, что существенно влияют на медиапредпочтения.

## Методы и результаты
С помощью исследования определяется рейтинг — отношение числа смотревших (слушавших) передачу, читавших издание к объёму генеральной совокупности. Социально-демографические характеристики позволяют определить рейтинг не просто в генеральной совокупности, а в интересующей рекламиста целевой аудитории. Точность измерения рейтинга растет с ростом размера выборки и самого рейтинга и наоборот — уменьшается при уменьшении рейтинга и сокращении выборки. Для оценки точности рейтинга используется доверительный интервал.
При исследованиях популярности телеканалов в основном используются панельные исследования — дневники и пиплметры. Поскольку выяснение факта просмотра телепередачи очень сложно верифицируется, то телевизионный рейтинг подразумевает, что человек находился в комнате с включённым телевизором. В дневниковых измерениях используется 15-минутный интервал.
Прессу и радио измеряют опросными методами. Основная сложность при радийных измерениях — огромное число похожих станций, что в итоге дает большой процент ошибки (человек называет одну станцию, а реально слушал другую).
Отдельную теоретическую проблему представляет исследование наружной рекламы в целях использования данных для планирования комплексной рекламной кампании.